# Ulica Półłanki w Krakowie
Ulica Półłanki – ulica w Krakowie przebiegająca głównie przez przemysłowe tereny dzielnicy XII Bieżanów-Prokocim i dzielnicy XIII Podgórze. 
Swój bieg zaczyna od Mostu Wandy na Wiśle. Następnie prowadzi na południe, przecinając po drodze m.in. na Rybitwach ulice Christo Botewa i Tadeusza Śliwiaka oraz rzekę Drwinę Długą, a w Bieżanowie trzykrotnie tory kolejowe na przejazdach kolejowo-drogowych kategorii "A" (linie kolejowe nr 91, 100 oraz bocznica PKP Intercity). Następnie łączy się na skrzyżowaniu z ul. mjr. Henryka Sucharskiego. 
Nazwa ulicy pochodzi od słów półłanek, łan.